# Schapendoes
Der Schapendoes (offiziell: Nederlandse Schapendoes = Niederländischer Schapendoes) ist eine von der FCI anerkannte niederländische Hunderasse (FCI-Gruppe 1, Sektion 1, Standard Nr. 313).

## Herkunft und Geschichtliches
Der Niederländische Schapendoes (Aussprache: S (scharfes S) ch (wie auf Deutsch das ch von Dach) apendus) ist ein typischer Hund zum Hüten von Schafherden, dazu muss er weitgehend selbständig agieren können. Er ist langhaarig, leicht gebaut und besitzt eine große Sprungkraft.
Der Schapendoes war der „Allerweltshund“ der Schäfer auf den Heideflächen der niederländischen Provinz Drenthe und der Veluwe, so alltäglich, dass er kaum einen Niederschlag in Literatur und Malerei fand. Er wurde in der Vergangenheit nie als Rassehund angesehen, sondern als Gebrauchshund. Er hatte auch keinen speziellen, einheitlichen Namen, sondern unterschiedlichen Bezeichnungen wie Herderdoes, Siep, Olde Grise und so weiter. Auf Hundeausstellungen trat er vermutlich schon mal in den Jahren 1872 bis 1874 in Erscheinung unter der Bezeichnung Inländische Hütehunde. Als selbständige Rasse begann er erst zwischen den beiden Weltkriegen interessant zu werden, als die Niederländer begannen, sich für „eigene“, bodenständige Rassen zu interessieren. Der Kynologe Pieter M. C. Toepoel ist der Begründer der Rasse.  Zwischen 1940 und 1945 begann die systematische Zucht des zu der Zeit beinahe verschwundenen Schapendoes. 1952 erfolgte die vorläufige Anerkennung der Rasse durch den niederländischen Zuchtverband Raad van Beheer. Der erste Standard ist aus dem Jahr 1954, gleichzeitig wurde auch mit der Führung eines Stammbuchs begonnen. Die definitive Anerkennung erfolgte im Jahr 1971. Seither wird nur noch mit eingeschriebenen Hunden weiter gezüchtet, denn die Rasse befindet sich immer noch im Aufbau und muss sehr verantwortungsbewusst gezüchtet werden.
Eine ähnliche und verwandte Hunderasse, die nicht von der FCI anerkannt ist, existiert in Deutschland als Schafpudel, der zu den Altdeutschen Hütehunden gehört.

## Beschreibung
Bis 50 cm großer und 12–20 kg (bis 25 kg bei Rüden) schwerer Hütehund mit langem, dichtem, leicht gewelltem Haar mit viel Unterwolle, das steht, was den Hund voluminöser erscheinen lässt. Der Körper ist etwas länger als hoch.
Alle Farben sind im Standard zulässig, überwiegend treten auf: Schwarz und Grau bis Weiß, selten Braun. Die Ohren sind lang behaart, klein, hängend, aber nicht anliegend. Die Rute ist lang und gut behaart. In der Ruhe hängt sie nach unten, im Trab wird sie ziemlich hoch, doch nie steif über dem Rücken getragen. Der Schapendoes hat große runde braune Augen.

## Wesen
Er ist temperamentvoll, arbeitsfreudig, und gewohnt, selbständig zu arbeiten, was im alltäglichen Leben wie Sturheit und Eigensinn aussehen kann. Er eignet sich für viele Hundesportarten wie Agility, Turnierhundsport, Flyball und Dogdancing, aber nicht als Schutzhund; er wird eingesetzt als Fährtenhund und Rettungshund. Er verabscheut sture, stupide, dauernd wiederholte Übungen. Eine konsequente Erziehung ist wichtig; er verträgt allerdings keine harte Hand.
Der Schapendoes besitzt ein freundliches Wesen und entwickelt eine sehr enge Bindung an seine Familie. Er ist deshalb als Familienhund gut geeignet.